# Баконски, Теодор
Теодор Баконски (рум. Teodor Baconschi; 14 февраля 1963, Бухарест) — дипломат, учёный и политический деятель румынской Партии народного движения, бывший министр иностранных дел Румынии в правительстве Эмиля Бока (23 декабря 2009 — 23 января 2012).

## Образование
Теодор Баконски родился 14 февраля 1963 в Бухаресте, сын поэта Анатола Баконски. После окончания средней школы и бакалавриата филологического, исторического факультета в Бухаресте (1981), учился в институте теологии в Бухаресте, где получил степень бакалавра в 1985 г.

## Профессиональная карьера
После окончания института работал с 1986—1989 как ректор «Editura Institutului Biblic»- издания Румынской Православной Церкви.
В 1990 Баконски стал советником в Министерстве культуры. В том же году он получил стипендию от французского правительства, учась в Университете Сорбонна (1990—1994), где получил степень магистра в 1991, а затем ученую степень по религиозной антропологии в 1994.
После того, как он вернулся в Румынию, работал директором издания «Anastasia» (1995—1997). Параллельно преподавал религиозную антропологию в Бухарестском университете, работал редактором журнала «Духовная жизнь». В 1996 он закончил «New Europe College» в Бухаресте.
В 1997—2001 Президент Эмиль Константинеску назначил послом Румынии в Ватикане.
В период с ноября 2002 по январь 2005 он занимал пост посла Румынии в Португалии.
С 21 января 2005 был назначен государственным секретарем по глобальным вопросам в Министерстве иностранных дел.
11 сентября 2006 Баконски был уволен с поста государственного секретаря премьер-министром Кэлином Попеску-Тэричану в результате реструктуризации политики в министерствах.
С 26 октября 2006 Баконски назначен советником президента в Департаменте связей с органами государственной власти и гражданского общества, занимая пост, уволенного Клаудиу Сафтої, который был назначен директором Службы внешней разведки.
2 августа 2007 был назначен Президентом Румынии Чрезвычайным и полномочным послом во Франции. 4 марта 2008 был назначен Чрезвычайным и Полномочным Послом Румынии в Княжестве Андорра и Монако. Был послом в Ватикане.
С декабря 2009 по январь 2012 занимал должность министра иностранных дел.
13 октября 2010 основал Христианско-демократический Фонд.

## Опубликованные статьи
- «Le Rire des Pères. Essai sur le rire dans la patristique grecque» (Desclée de Brouwer, Paris, 1996) (cu o prefață de Olivier Clément);
- «Râsul Patriarhilor. O antropologie a deriziunii în patristica răsăriteană» (Ed. Anastasia, 1996) (cu o prefață de Andrei Pleșu);
- «Iacob și îngerul. 45 de ipostaze ale faptului religios» (Ed. Anastasia, 1996);
- «Ispita Binelui. Eseuri despre urbanitatea credinței» (Ed. Anastasia, 1999);
- «Puterea schismei. Un portret al creștinismului european» (Ed. Anastasia, 2001);
- «Roma Caput Mundi. Un ghid subiectiv al Cetății eterne» (împreună cu Horia Bernea), (Ed. Humanitas, 2001), carte ce a obținut Premiul Asociației Editorilor din România pentru cea mai frumoasă carte de artă;
- «Dumitru Stăniloae sau paradoxul teologiei» (Ed. Anastasia, București, 2003) — împreună cu Bogdan Tătaru-Cazaban;
- «Insula Cetății. Jurnal parizian» (Ed. Curtea Veche, 2005);
- «Despre necunoscut» (Ed. Humanitas, 2007, reeditare la Baroque Arts & Books, 2012, cu o prefață de Sorin Lavric).
- «101 incursiuni în cotidianul românesc» (ilustrații de Devis Grebu) Curtea Veche, 2007
- «Bisericile din lemn din Maramureș», Editura Vellant, 2009
- «Creștinism și democrație» (Ed. Curtea Veche, 2010)
- «Legătura de chei. O mărturie diplomatică în dialog cu Armand Goșu», Ed. Curtea Veche, 2013[3]
- "Facebook, Fabrica de narcisism, "Humanitas, 2015[4]

## Награды
- Почётный диплом за вклад в развитие сотрудничества между народами и странами регионов Чёрного и Каспийского морей (2011 год)[5].